# 8 Baza Lotnicza

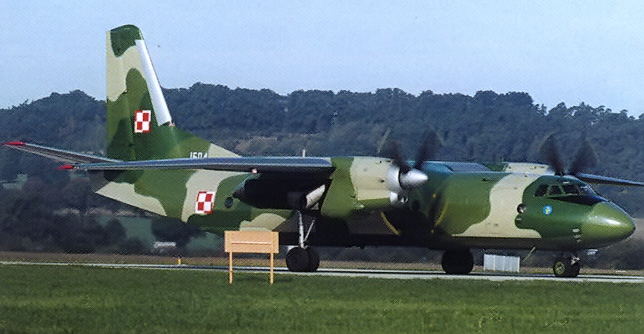
Samoloty Antonow An-26 stacjonowały w 8 Bazie Lotniczej do końca 2009 roku. Jeden z takich samolotów znajduje się w Muzeum Lotnictwa Polskiego w Krakowie

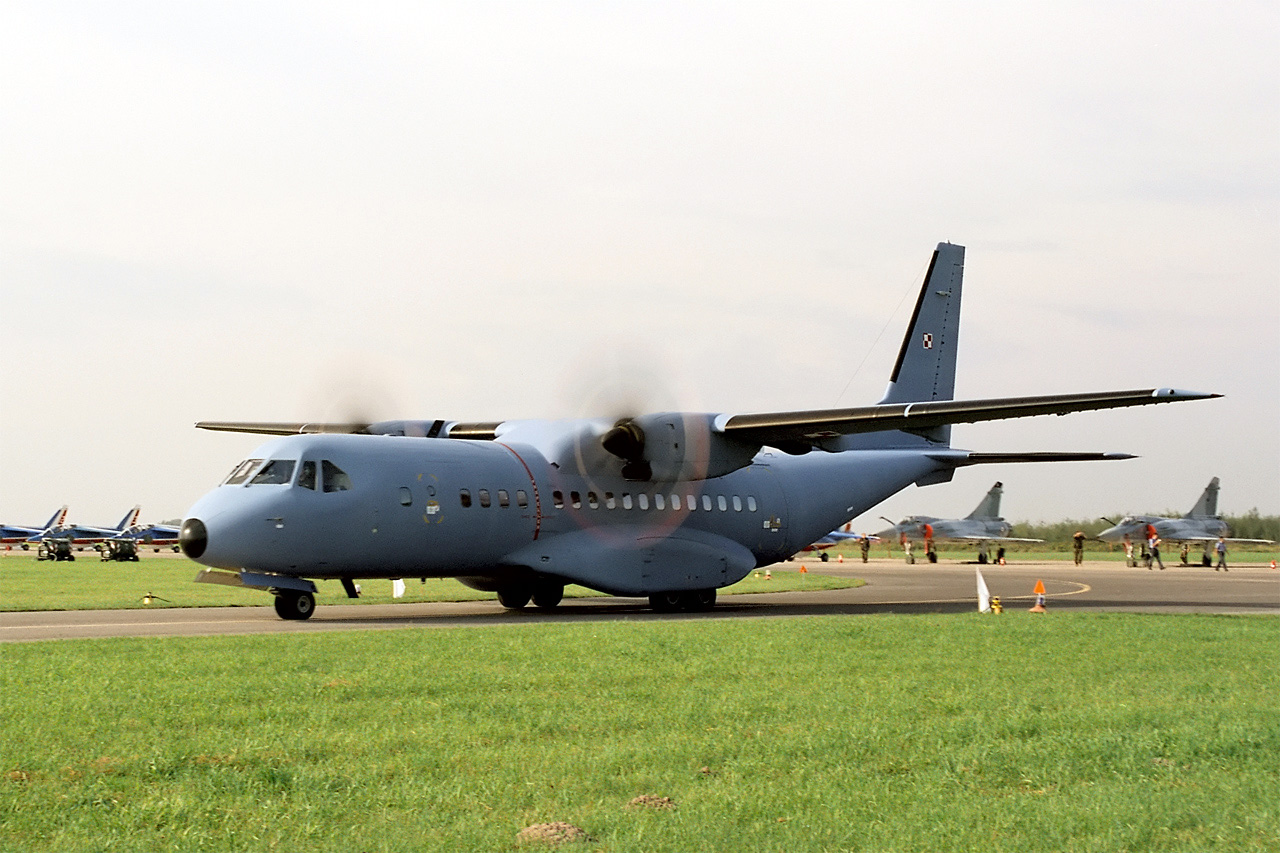
Samoloty CASA C-295 zastąpiły w 8 Bazie Lotniczej samoloty An-26

8 Baza Lotnicza im. płk. pil. Stanisława Jakuba Skarżyńskiego – oddział logistyczny Sił Powietrznych (JW Nr 1155).

## Historia
8 Bazę Lotniczą sformowano 1 stycznia 2001 roku na bazie rozformowanego 13 Pułku Lotnictwa Transportowego. Baza usytuowana była w kompleksie lotniskowo-koszarowym Kraków-Balice i wchodziła w skład 3 Brygady Lotnictwa Transportowego.
W roku 2007 baza otrzymała sztandar ufundowany przez społeczność Krakowa i województwa Małopolskiego. W tym samym roku wprowadzono, także odznakę pamiątkową (Decyzja nr 92/MON z 23 lutego 2007).
Z dniem 19 września 2009, "dla zachowania i kultywowania tradycji oręża polskiego oraz dla upamiętnienia zasług w służbie dla Ojczyzny płk. pil. Stanisława Jakuba Skarżyńskiego", 8 Baza Lotnicza przyjęła imię patrona płk. pil. Stanisława Jakuba Skarżyńskiego, a doroczne święto jednostki ustanowione zostało w dniu 15 września.
W lipcu 2010 8 Baza Lotnicza i 13 Eskadra Lotnictwa Transportowego zostają rozformowane, a na ich miejsce powstaje 8 Baza Lotnictwa Transportowego.

## Dowódcy
- 1 stycznia 2001 - 7 czerwca 2004 – ppłk dypl. pil. Tomasz Drewniak;
- 8 czerwca 2004 - 30 sierpnia 2006 – płk mgr inż. Krzysztof Krasnodębski;
- 31 sierpnia 2006 - 26 lutego 2008 – płk dypl. pil. Sławomir Żakowski;
- 26 lutego 2008 - sierpień 2010 – płk mgr inż. pil. Mirosław Jemielniak.